# Revelations (canción)
Revelations es una canción escrita en 1983 por Bruce Dickinson para el álbum Piece of Mind, de la banda británica de heavy metal Iron Maiden. Dicha canción figura en la segunda posición del disco y es considerada un clásico para la banda.

## Estructura
La Canción dura aproximadamente 6:49 (Seis minutos cuarenta y nueve) segundos, los cuales se dividen en una introducción que cita al famoso himno inglés escrito por G. K. Chesterton que Bruce Aprendió en el Colegio:
"O God of Earth and Altar,
Bow down and hear our cry,
Our earthly rulers falter,
Our people drift and die,The walls of gold entomb us,
The swords of scorn divide,
Take not thy thunder from us,
But take away our pride."
Traducción:
"Oh Dios de la Tierra y las alturas,
Inclínate y escucha nuestro Clamor,
Nuestros gobernantes terrenales fallan,
Nuestra gente se amontona y muere,
Las murallas de oro nos sepultan,
Las espadas de desprecio dividen,
No apartes tu trueno de nosotros,
Pero llévate nuestro orgullo."

Luego de esto las guitarras irrumpen, y es en especial esta parte donde Bruce Dickinson toca una sucesión de acordes con la guitarra (así se puede apreciar en el DVD Live After Death) para luego comenzar un doble ataque de las guitarras en distintas tonalidades.
Al finalizar la parte instrumental se vuelve a la anterior serie de acordes (esta vez tocada por Adrian Smith) y comienza a desarrollarse la canción a modo vocal por parte de Bruce.

## Significado
Bruce Dickinson no se ha referido en torno a esta canción por lo que no se tiene conocimiento directo de su significado.
Se dice que el tema está basado en la Doctrina de Aleister Crowley y su serie de libros "Estela de Revelación", en el cual se citan parajes en la canción misma. Estas alusiones son:
"Los Ojos del Nilo se están abriendo, tu Verás."
y
"Ella vino a mi con un beso de serpiente, como los ojos de la rosa del Sol en sus Labios."
Refiriéndose al dios Horus.